# Артельное (Лозовский район)
Арте́льное (укр. Артільне) — село, Артельный сельский совет,
Лозовский район, Харьковская область, Украина.
Код КОАТУУ — 6323980501. Население по переписи 2001 года составляет 618 (298/320 м/ж) человек.
Является административным центром Артельного сельского совета, в который, кроме того, входят сёла
Барабашовка, Григоросово, Дивизийное, Николаевка и Надеждино.

## Географическое положение
Село Артельное находится на левом берегу реки Орелька, выше по течению на расстоянии в 2 км расположено село Надеждино, ниже по течению на расстоянии в 2 км расположено село Александровка Первая, на противоположном берегу — село Старовладимировка (Сахновщинский район). Параллельно руслу реки проходит Канал Днепр — Донбасс. По селу протекает несколько пересыхающих ручьёв с запрудами. Через село проходит автомобильная дорога Т-2109.

## История
- 1813 — дата основания как село Чунишино.
- 1860 — переименовано в село Артельное.

## Экономика
- «Свитанок», фермерское хозяйство.
- Сельскохозяйственное ООО «Агрофирма „Артельное“»

## Объекты социальной сферы
- Артельная амбулатория общей и семейной медицины.

## Достопримечательности
- Братская могила советских солдат. Похоронено 97 солдат.